# Tygodnik Kulturalny
Tygodnik Kulturalny – tygodnik ogólnopolski; wysokonakładowy tytuł kulturalno-literacki wydawany w latach 1961–1990, będący przetworzoną przez red. Stanisława Adamczyka kontynuacją związanego ze Zjednoczonym Stronnictwem Ludowym czasopismem „Orka”.
„Tygodnik Kulturalny” zajmował się życiem społeczno-kulturalnym, literaturą i sztuką. Redaktorami naczelnymi byli: Antoni Olcha, Feliks Starzec, Stanisław Adamczyk 1968-1986, Jerzy Kania. Z „Tygodnikiem Kulturalnym” etatowo związany był m.in. wybitny poeta i pisarz Tadeusz Nowak, który zasiadał w kolegium redakcyjnym oraz Radzie Redakcyjnej i miał ogromny wpływ na kształtowanie się pisma.  Wieloletnim kierownikiem działu kulturalnego był także red. Marek Arpad Kowalski. Z redakcją współpracował znany rysownik, karykaturzysta Szczepan Sadurski.
W Radzie Redakcyjnej „Tygodnika Kulturalnego”, w latach 1968–1986 (gdy redaktorem naczelnym był Stanisław Adamczyk)  – zasiadali m.in.: prof. Roch Sulima, dr Maria Łopatkowa, pisarze i publicyści Julian Kawalec, Marian Pilot (w latach 1967–1978 pełnił także funkcję kierownika działu prozy),   Zygmunt Trziszka, Tomasz Jastrun (pracował w redakcji w latach 1974–1978); poeci i pisarze Jan Bolesław Ożóg, Józef Ozga-Michalski (także etatowo związany z redakcją) oraz liczni dziennikarze, reporterzy, publicyści, krytycy, felietoniści. Z tytułem związany byli także m.in. scenarzyści i dramatopisarze Edward Redliński, Stanisław Srokowski oraz wielu innych pisarzy, poetów, twórców kultury, sztuki i animatorów kultury.
Niejako patronem TK był wybitny poeta i prozaik Stanisław Piętak, który pracował w redakcji od 1956 do samobójczej śmierci w styczniu 1964. Rok później redakcja „Tygodnika Kulturalnego” wraz z Ludową Spółdzielnią Wydawniczą oraz ZG ZSMP zaczęła przyznawać nagrodę literacką jego imienia.

## Nagrody ustanowione przez „Tygodnik Kulturalny”
Rada Redakcyjna „Tygodnika Kulturalnego” oraz kolegium redakcji wyłoniły spośród twórców związanych z tytułem kapitułę Nagrody im. Stanisława Piętaka. W latach 1968–1986 przewodniczył kapitule redaktor naczelny Stanisław Adamczyk; sekretarzem Kapituły w latach 1978–1986 był Marek Różycki jr., kierujący działem literackim.
Nagrodę przyznawano ją corocznie w kategoriach: proza, poezja, krytyka literacka, publicystyka, dramat i reportaż. Niekiedy przyznawano nagrodę specjalną. Prawie wszyscy laureaci Nagrody byli autorami lub przewinęli się jako współpracownicy, a także – pracownicy redakcji „Tygodnika Kulturalnego”.
W 1980 „Tygodnik Kulturalny” ufundował Nagrodę im. Józefa Chałasińskiego, przyznawaną w zakresie socjologii literatury, literatury faktu i działalności społeczno-kulturalnej.

## Inicjatywy kulturalne
Redakcja współpracowała z 2400 Gminnymi Ośrodkami Kultury (GOK) m.in. prowadząc Bank Doświadczeń oraz Inicjatyw w dziedzinie upowszechniania kultury, sztuki, literatury w Małych Ojczyznach poza wielkimi aglomeracjami miejskimi. Najciekawsze inicjatywy kulturalne były opisywane i propagowane na łamach „TK”. „Tygodnik Kulturalny” objął także patronatem – wraz Departamentem Książki Ministerstwa Kultury i Sztuki – biblioteki gminne, ich filie, a także punkty biblioteczne; redakcja organizowała spotkania w terenie z wybitnymi pisarzami, poetami oraz animatorami kultury – głównie w Gminnych Ośrodkach Kultury, ale także i w placówkach wojewódzkich.

## „Tygodnik Kulturalny” po 1986
Wraz z oddelegowaniem Stanisława Adamczyka w 1986 przez Naczelny Komitet Zjednoczonego Stronnictwa Ludowego na stanowisko kierownika Wydziału Kultury NK ZSL, przyznawanie Nagrody przejęła Ludowa Spółdzielnia Wydawnicza do 1994, a z redakcji odeszła większość zespołu oraz współpracowników. Nowo powołany redaktor naczelny Jerzy Kania nie zwoływał już także Rady Redakcyjnej, która została w sposób naturalny rozwiązana.
W 1990 powstał tygodnik „Wokanda” w Warszawie, jako kontynuacja „Tygodnika Kulturalnego”, którego red. naczelnym był Stanisław Marat; od 1991 „Nowy Tydzień – Wokanda”.